# Danais pubescens
Danais pubescens är en måreväxtart som beskrevs av John Gilbert Baker. Danais pubescens ingår i släktet Danais och familjen måreväxter. Inga underarter finns listade i Catalogue of Life.